# Cúp quốc gia Wales 1976–77
Cúp quốc gia Wales FAW 1976–77 là mùa giải thứ 90 của giải đấu bóng đá loại trực tiếp hàng năm dành cho các đội bóng ở Wales.

## Từ viết tắt
Tên giải đấu nằm sau tên các câu lạc bộ.
- CCL - Cheshire County League
- FL D2 - Football League Second Division
- FL D3 - Football League Third Division
- FL D4 - Football League Fourth Division
- NPL - Northern Premier League
- SFL - Southern Football League
- WLN - Welsh League North
- WLS - Welsh League South

## Vòng Bốn
Vòng này có sự tham gia của 9 đội thắng ở vòng Ba và 7 đội mới.
| Số thứ tự trận | Đội nhà                | Tỉ số | Đội khách               |
| -------------- | ---------------------- | ----- | ----------------------- |
| 1              | Shrewsbury Town(FL D3) | 3–3   | Chester (FL D3)         |
| ’‘đá lại’’     | Chester (FL D3)        | 1–2   | Shrewsbury Town (FL D3) |

## Bán kết
| Số thứ tự trận | Đội nhà                 | Tỉ số | Đội khách               |
| -------------- | ----------------------- | ----- | ----------------------- |
| 1              | Bridgend Town (WLS)     | 1–2   | Cardiff City (FL D2)    |
| 2              | Wrexham (FL D3)         | 1–1   | Shrewsbury Town (FL D3) |
| ’‘đá lại’’     | Shrewsbury Town (FL D3) | 4–1   | Wrexham (FL D3)         |

## Chung kết
| Số thứ tự trận | Đội nhà                 | Tỉ số | Đội khách               |
| -------------- | ----------------------- | ----- | ----------------------- |
| 1              | Cardiff City (FL D2)    | 2–1   | Shrewsbury Town (FL D3) |
| 1              | Shrewsbury Town (FL D3) | 3–0   | Cardiff City (FL D2)    |